# Ґодфрі Хотсо Макоена
Ґодфрі Хотсо Макоена  (англ. Godfrey Khotso Mokoena, 6 березня 1985) — південноафриканський легкоатлет, олімпійський медаліст.

## Виступи на Олімпіадах
| Олімпіада  | Дисципліна        | Місце             |
| ---------- | ----------------- | ----------------- |
| Афіни 2004 | потрійний стрибок | 29 (кваліфікація) |
| Пекін 2008 | стрибки у довжину | 2                 |